# Terraza de los Leones

La Terraza de los Leones era un antiguo terraplén adornado con estatuas de leones en la isla de Delos, en Grecia, que estaba conectado con la Avenida de los Leones que discurría frente a las estatuas. Las ruinas de la estructura forman parte del yacimiento arqueológico de Delos, declarado Patrimonio de la Humanidad por la Unesco. Más concretamente, el yacimiento forma parte de la zona del Lago Sagrado de Delos.
La Terraza de los Leones está situada en el lado oeste del Lago Sagrado. La calle de los Leones discurre entre el terraplén y el lago. El terraplén estaba decorado con estatuas de leones esculpidas en la época arcaica alrededor del 620-600 a. C. Fueron donadas por Naxos al dios Apolo de Naxos y encargadas de custodiar el Lago Sagrado del lugar de nacimiento del dios y su palmera sagrada. Las estatuas eran de mármol de Naxos y medían 1,72 metros de largo cada una. Los leones sentados miraban al este, hacia el lago, y tenían la boca abierta como si estuvieran rugiendo. Los leones estaban tallados de forma excepcionalmente esbelta y tenían cabezas pequeñas. Todos los leones eran machos, pero no tenían melena. Las estatuas tenían pedestales y estaban colocadas en el terraplén a unos 3,5 metros de distancia.
Originalmente había al menos nueve y posiblemente hasta 16 estatuas de leones. Cinco de las estatuas han sobrevivido hasta nuestros días en Delos. Se descubrieron durante las excavaciones arqueológicas realizadas en la isla entre 1886 y 1906. Las estatuas estaban esparcidas por el lugar y se cree que los romanos las utilizaron en la construcción de un muro fortificado en el año 69 a. C. Tras el descubrimiento, las estatuas se colocaron en su posición original. Desde 1999, las estatuas originales se encuentran en el Museo Arqueológico de Delos. En su lugar, a lo largo de la calle, hay réplicas de yeso. La Terraza de los Leones es una de las atracciones más populares de Delos.
La sexta estatua de león que se conserva fue trasladada de Delos a Venecia en 1716 y colocada allí para custodiar el Arsenal. Sin embargo, su cabeza fue sustituida por una cabeza y una melena de león, más acordes con el gusto veneciano, por lo que sólo se conserva el cuerpo de la estatua original.